# 長門長澤站
長門長澤站（日语：／ Nagato-Nagasawa eki */?）是位於山口縣宇部市大字東須惠字大丸田，西日本旅客鐵道（JR西日本）的小野田線車站。

## 車站構造
現時採用了簡易車站模式的設計，以原來月台上的一邊有蓋候車亭加建及改裝成為簡易式站房來取代原有的站房。亦可推斷在1978年前，原來南端的路軌已經被拆去。現時原有站房的大部份位置均已被用作擴闊馬路及興建了避車處所取代。
從馬路進入站房後，前方為開放式閘口，右側為候車室，內設有3張單座位式木製座椅，以及1張木長櫈。
稍為一提是，雖然從馬路方設置了無障礙斜道至車站入口，而月台與簡易站房之間亦無為梯級化，但是，車站入口與站前空地之間仍設有兩級梯級，所以正式來說，本站仍未屬於無障礙化車站。

### 月台
原來設計為島式月台，後來因着車站簡易化及業務清閒，靠向馬路一方的路軌被拆去並且以水泥及瀝青加高回至月台水平，導致形式上等同於側式月台1座，為列車不能交會車站。長度約為75米，有效長度為4輛。
月台地基以磚塊所搭砌而成。列車靠站時，往小野田方向為左側上車、往宇部新川方向為右側上車。
| 路線      | 方向 | 前往                 | 備註 |
| --------- | ---- | -------------------- | ---- |
| ■小野田線 | 下行 | 長門本山、小野田方向 |      |
| ■小野田線 | 上行 | 宇部新川方向         |      |

## 歷史
- 1929年5月16日：宇部電氣鐵道（日语：宇部電気鉄道）沖之山舊礦站（後來為宇部港站（日语：宇部港駅））至居能至雀田至新沖山站之間開通，長澤停留場啟用。
- 1940年3月5日：從停留所升級至停車場。成為長澤站。
- 1941年11月29日：宇部電氣鐵道合併至宇部鐵道（日语：宇部鉄道），成為宇部鐵道車站。
- 1943年5月1日：宇部鐵道被國有化。成為宇部西線車站。同時改名為長門長澤站。
- 1948年2月1日：宇部西線改名為小野田線，成為小野田線車站。
- 1965年10月1日：貨物提取服務取消[1]。
- 1966年4月1日：手提行李提取服務取消[1]。
- 1971年10月1日：無人化[2]。
- 1978年3月：改採用簡易式站房，第二代站房啟用[3]。
- 1987年4月1日：隨國鐵分割民營化，車站由西日本旅客鐵道（JR西日本）營運。

## 使用狀況
以下為近年使用人次：
| 乘車人次變化 | 乘車人次變化 |
| 年度         | 1日平均人次  |
| ------------ | ------------ |
| 1999         | 58           |
| 2000         | 59           |
| 2001         | 51           |
| 2002         | 45           |
| 2003         | 38           |
| 2004         | 32           |
| 2005         | 32           |
| 2006         | 29           |
| 2007         | 25           |
| 2008         | 22           |
| 2009         | 24           |
| 2010         | 19           |
| 2011         | 22           |
| 2012         | 21           |
| 2013         | 15           |
| 2014         | 11           |
| 2015         | 12           |
| 2016         | 12           |
| 2017         | 10           |
| 2018         | 9            |
| 2019         | 9            |
| 2020         | 10           |
| 2021         | 14           |
| 2022         | 12           |

## 相鄰車站
西日本旅客鐵道（JR西日本）
■小野田線
妻崎－長門長澤－雀田

## 外部連結
- 長門長澤｜車站資訊：JR出門網 - 西日本旅客鐵道（日語）